# Lancia Thema 8.32
De Lancia Thema 8.32 is een gelimiteerde variant van de eerste generatie Lancia Thema en werd gebouwd van 1986 tot 1992.

## Motor
De motor van de 8.32 is een 2,9 liter Ferrari V8 met 32 kleppen en levert in de eerste serie 215 pk (158 kW) bij 6.750 toeren per minuut. Daarmee is de 8.32 in staat om in 6,8 seconden naar 100 km/u te accelereren en een topsnelheid van 240 km/u te bereiken. De basis van het motorblok kwam uit de Ferrari 308 QV en Mondial en werd aangepast voor de Thema. De 8.32 werd als eerste serie geproduceerd met 215 pk zonder katalysator, de tweede serie bezat wel een katalysator waardoor het vermogen daalde naar 205 pk.

## Ontwerp
De Thema is ontworpen door de ontwerper Giorgetto Giugiaro. De 8.32 onderscheidt zich qua uiterlijk van de andere Thema's door het handgemaakte alcantara of lederen interieur van Poltrona Frau, een notenhouten dashboard, de speciaal voor dit model beschikbare bordeauxrode metallic lak en een uitklapbare spoiler op de achterklep die de bestuurder met een hendel naast het stuur kan bedienen
Van de eerste serie (prima serie) van de 8.32 werden 2.370 exemplaren gebouwd, van de tweede serie (seconda serie) 1.167 exemplaren.

## Galerij

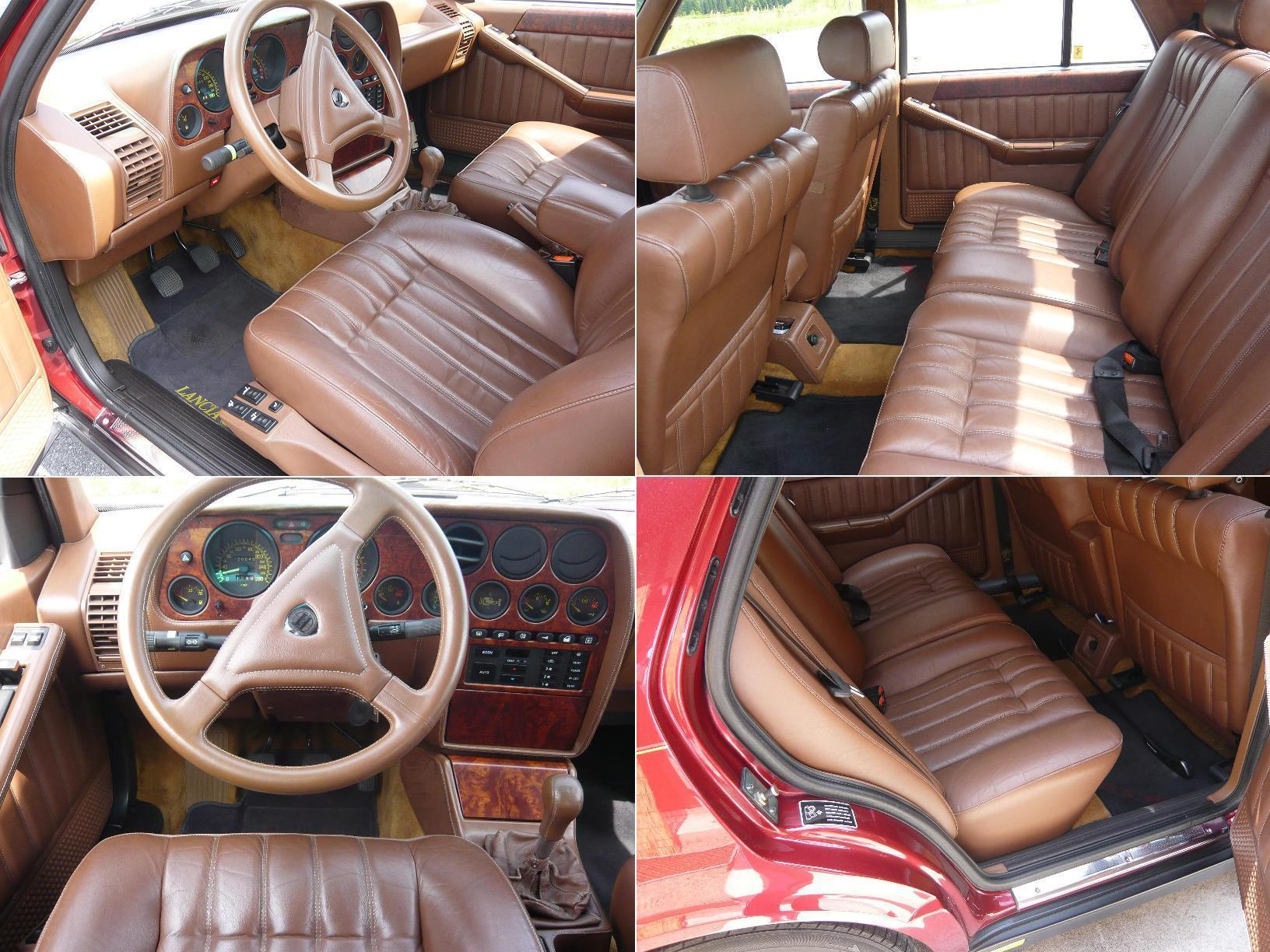
Poltrona Frau interieur
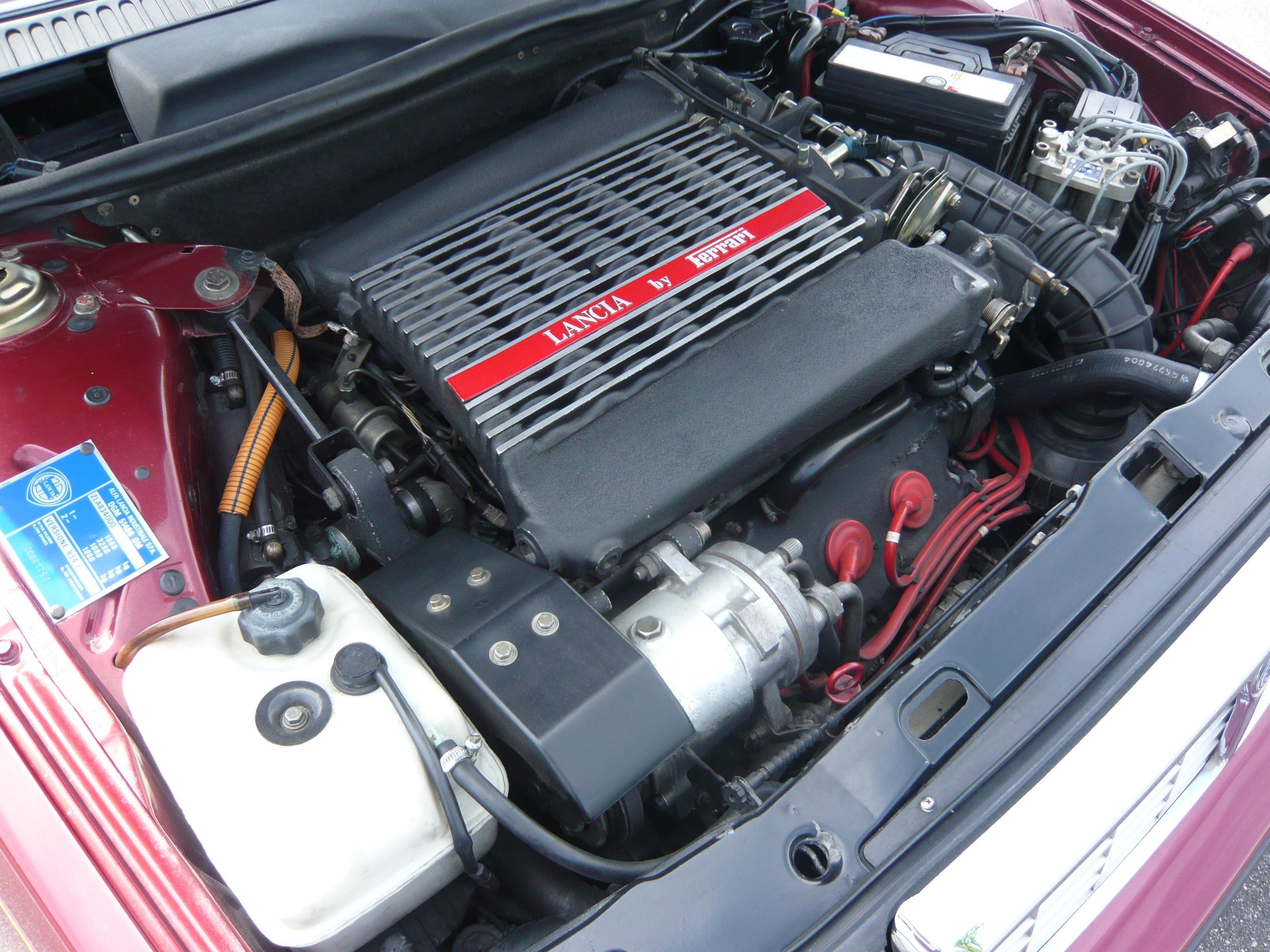
V8 motor van Ferrari
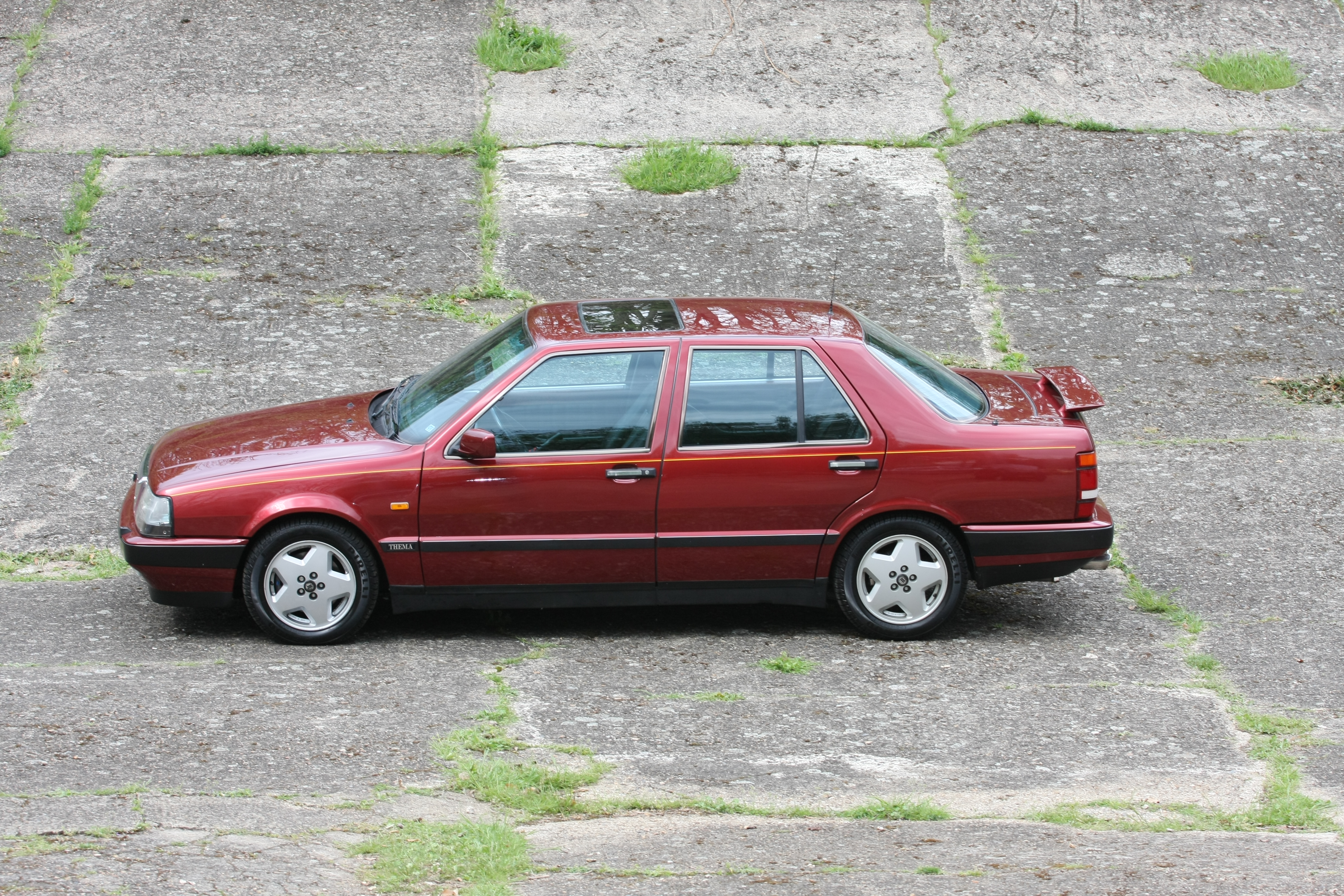
Seconda Serie Lancia Thema 8.32
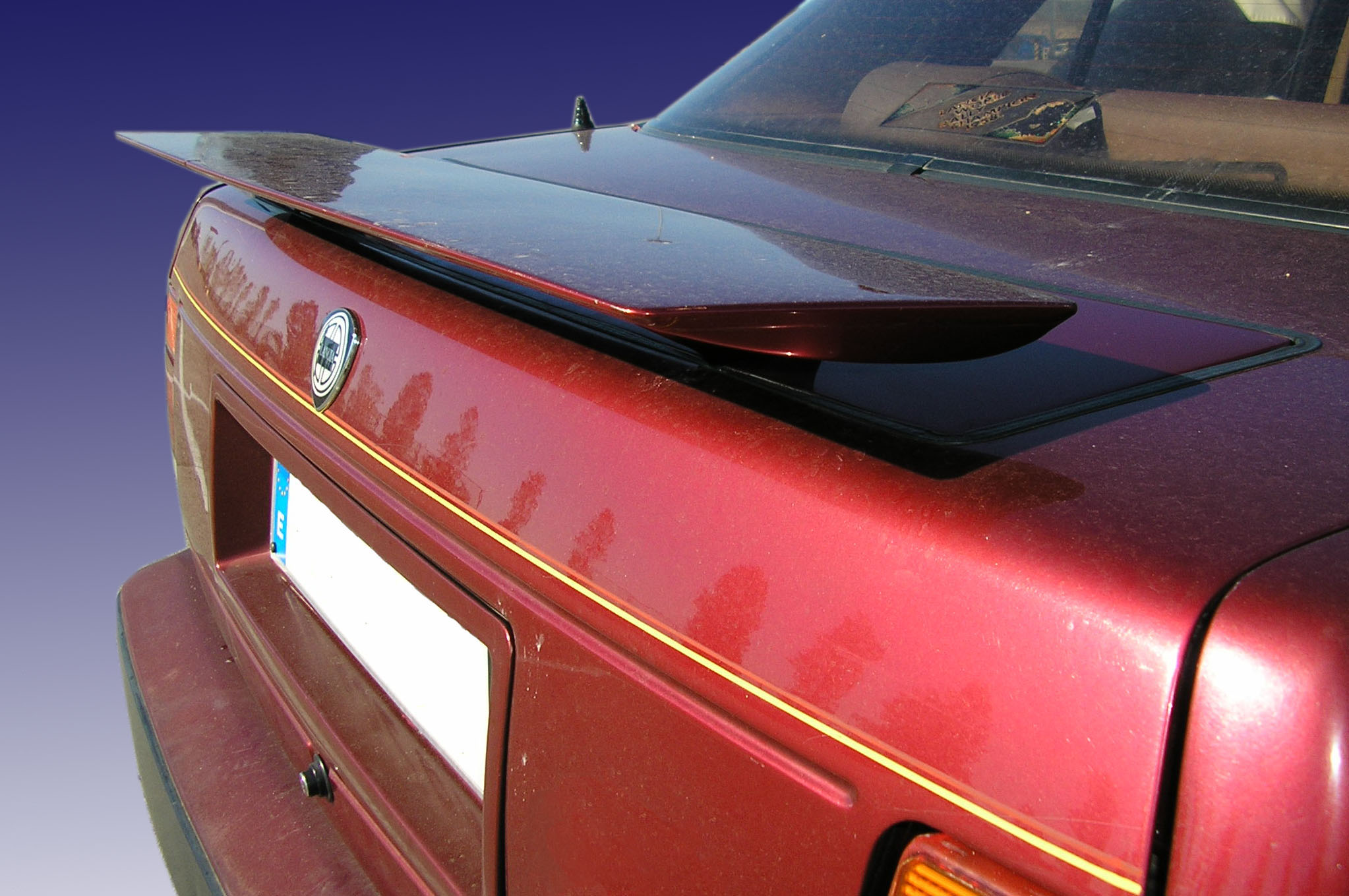
Uitklapbare achterspoiler